# Dinastia Xin
La Dinastia Xin (xinès tradicional: 新朝, xinès simplificat: 新朝, pinyin: Xīn Cháo, Wade-Giles: Hsin Ch'ao, literalment 'New Dynasty') va ser una dinastia xinesa (encara que estrictament parlant, només tenia un emperador), que va durar des de l'any 9 fins al 23. Va seguir la Dinastia Han de l'Oest i va precedir la Dinastia Han de l'Est.
L'únic emperador de la dinastia Xin, Wang Mang (王莽), era el nebot de la Gran Emperadriu Dowager Wang Zhengjun. Després de la mort del fillastre de l'Emperadriu l'Emperador Ai en l'1 aC, Wang Mang n'arribà al poder. Després de diversos anys conreant el culte a la personalitat, finalment es va proclamar a si mateix emperador l'any 9. Tot i ser un estudiós i polític creatiu, va ser un governant incompetent, i la seva capital Chang'an va ser assetjada pels rebels camperols de la revolta iniciada per la mare Lu inicialment, l'any 23. Ell va morir en el setge, i la Dinastia Han va ser restaurada pels descendents del clan imperial original.